# Aloinella galeata
Aloinella galeata är en bladmossart som beskrevs av Brotherus 1924. Aloinella galeata ingår i släktet Aloinella och familjen Pottiaceae. Inga underarter finns listade i Catalogue of Life.